# Tây Dữ
hương Tây Dữ (tiếng Trung: 西嶼鄉; bính âm: Xīyǔ Xiāng; Wade–Giles: Hsi1-yü3 Hsiang1) là một hương (xã) bao gồm "đảo Tây" (Tây dữ), còn gọi là "đảo Ngư Ông" (漁翁島; Yúwēng Dǎo). Đây là một trong ba đảo chính của huyện đảo Bành Hồ, Đài Loan. Tây Dữ có dân số khoảng 8.000 người và diện tích là 18,7148 km2.
Các danh lam thắng cảnh chính bao gồm một số pháo đài và ngọn hải đăng. Chúng được xây dựng hoặc tái thiết vào thời nhà Thanh và được công nhận là di tích quốc gia của Đài Loan. Đảo Tây được nối với đảo Bạch Sa nhờ cầu vượt biển Bành Hồ, phiên bản cầu hiện nay được khánh thành vào năm 1996.

## Lịch sử
Ngày 16 tháng 7 năm 1683, đảo bị quân Thanh tấn công trong hải chiến Bành Hồ, từ tay quân Minh-Trịnh.:42
Tên gọi "Tây Dữ" (đảo Tây) là vì nó nằm ở phía tây của đảo chính Bành Hồ. Ngoài ra, đảo còn được gọi là "đảo Ngư Ông" vì tài nguyên ngư nghiệp ở eo biển Đài Loan rất phong phú từ thời xưa, và có rất nhiều thuyền đánh cá hoạt động ở vùng biển phía tây đảo Tây. Vào đầu thế kỷ 17, Đảo Ngư Ông (Pescadores) trở thành tên gọi chung của người Hà Lan dành cho quần đảo Bành Hồ. Trong số đó, "Nhật ký thành Zelandia" xuất hiện nhiều địa danh và đảo danh của Bành Hồ. Năm 1726, "Biên niên sử Công ty Đông Ấn Mới và Cũ" bao gồm "Bản đồ đảo Formosa và quần đảo Ngư Ông", có ghi Piscadores (quần đảo Ngư Ông, đề cập đến quần đảo Bành Hồ), Pehou (đảo Bạch Sa), đảo Ngư Ông (đảo Tây) và các đảo khác, sau này các nhà vẽ bản đồ phương Tây cũng tuân theo nguyên tắc đặt tên này.

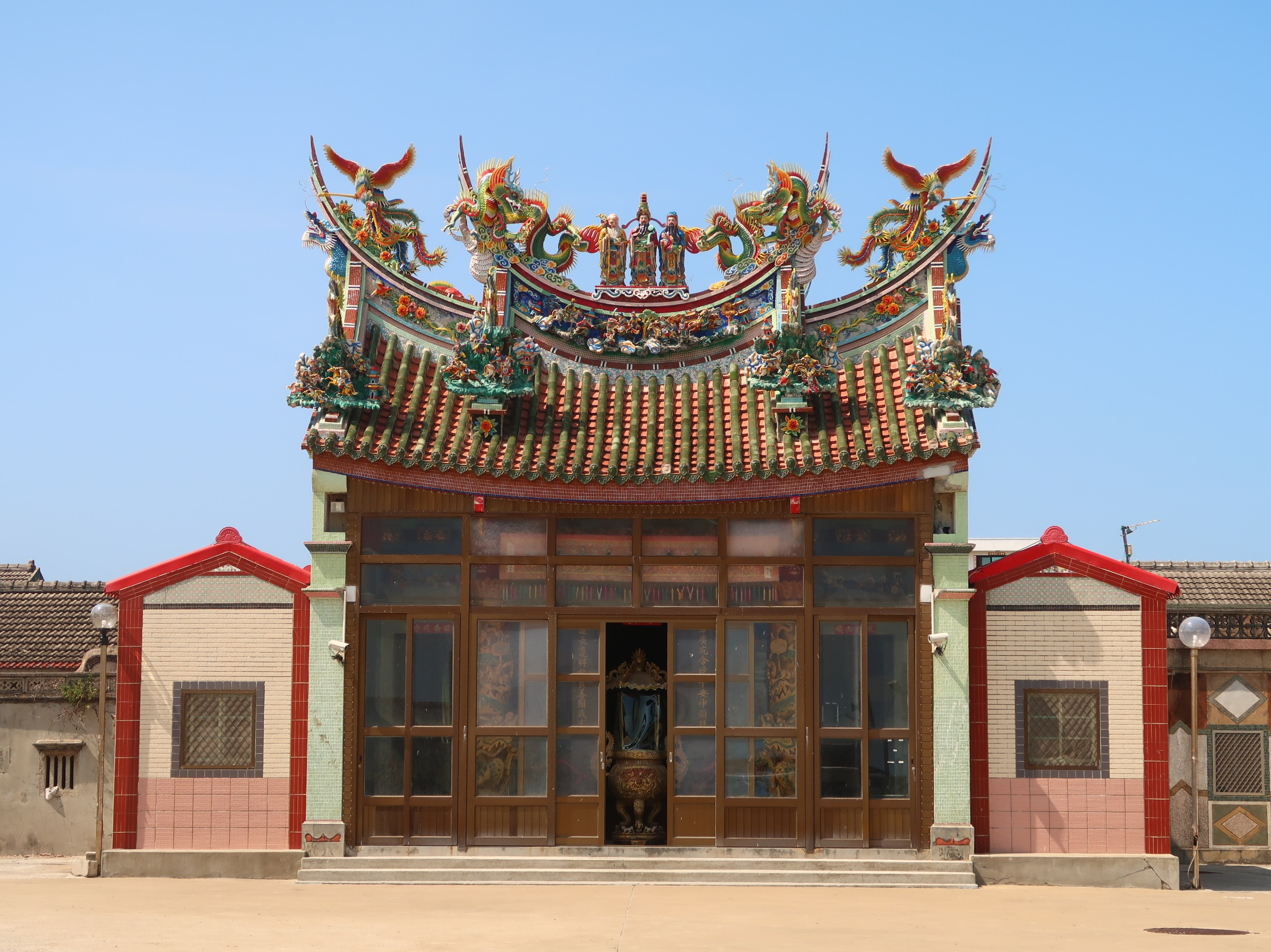
Hoành Tiêu Ngũ Thiên cung

Vào đầu thế kỷ 18, trong "Bản đồ quần đảo Bành Hồ" năm 1819, đảo Tây được ghi là Sisseyu. Trong các tài liệu hoặc văn bản chính thức của Trung Quốc, "Bành Hồ đồ thuyết" trong "Hoàng minh thế pháp lục" có từ sau năm 1630 có ghi các địa danh như Tây dữ và Tây dữ đầu. Các sách sau này như "Bành Hồ kỉ lược" và "Bành Hồ tục biên" và "Bành Hồ thính chí" cũng sử dụng "Tây dữ" để gọi hòn đảo.
Sau thập niên 1860, Đài Loan lần lượt mở các cảng thông thương như Đạm Thủy, An Bình, Kê Lung, Đả Cẩu, và Đài Loan và Bành Hồ trở thành mục tiêu chiến lược của các cuộc chiến tranh hoặc mậu dịch của nước ngoài. Tên đảo Ngư Ông thường xuất hiện trên các bản đồ nước ngoài để chỉ đảo Tây, nhưng tên đảo Ngư Ông không được triều đình nhà Thanh sử dụng chính thức hoặc dân gian cho đến năm 1875.
Ngày 10 tháng 3 năm 2012, Tổng thống Trung Hoa Dân Quốc Mã Anh Cửu đến thăm khu vực và tham gia nghi lễ tại các đền thờ trên đảo.

## Địa lý

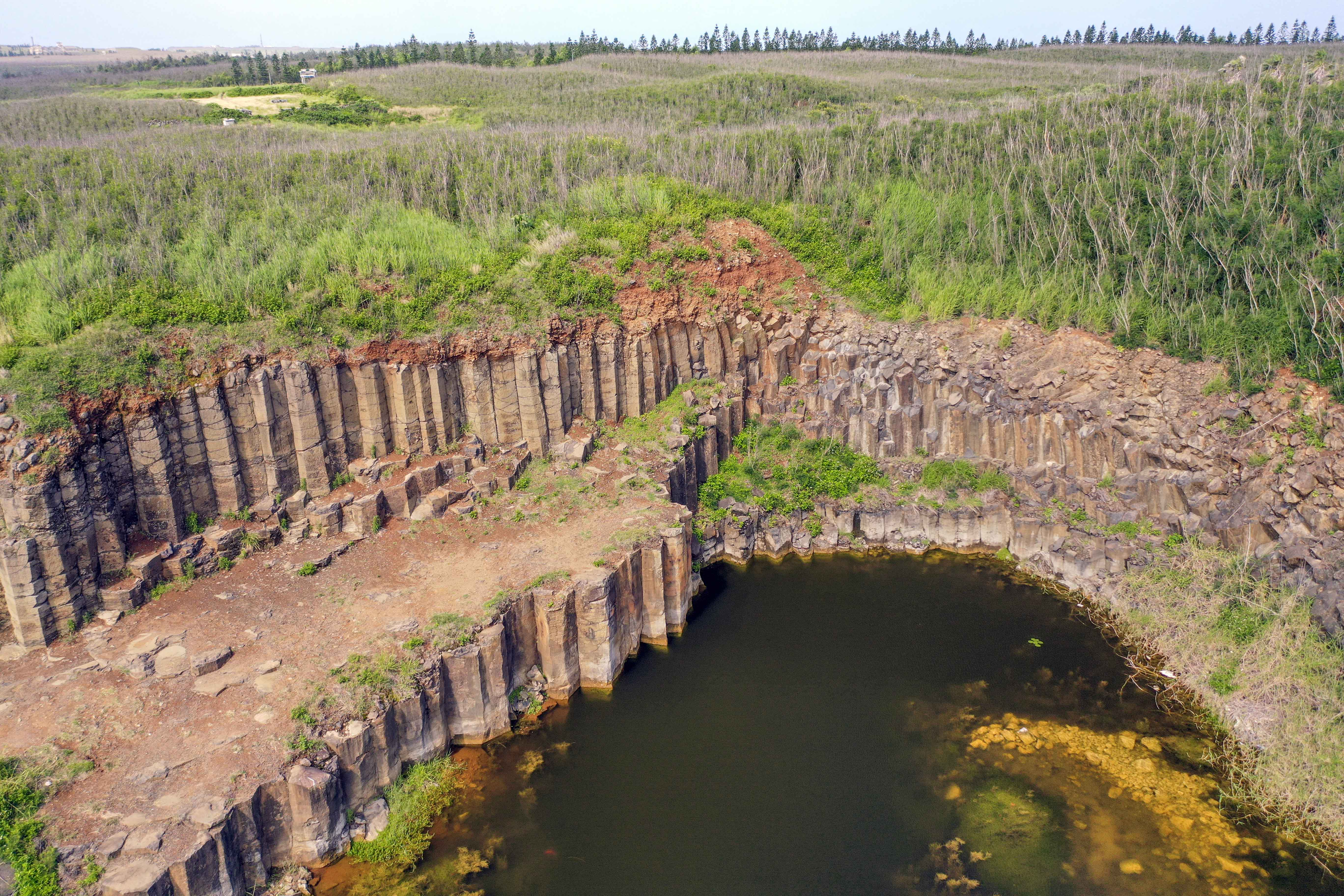
Đá bazan ở thôn Trì Đông

Hương Tây Dữ gồm hai đảo có người ở là đảo Ngư Ông (漁翁島) và đảo Tiểu Môn (小門嶼), và một đảo nhỏ không có người ở là đá ngầm Hải Càn (海墘礁).
Đảo Tây chỉ cách điểm gần nhất của Mã Công khoảng bốn hải lý. Một vùng biển kín được được bao quanh bởi đảo Tây, đảo chính Bành Hồ và đảo Bạch Sa, vùng biển có lối ra ở phía bắc và phía nam, lối ra phía bắc giữa Bạch Sa và đảo Tây là "thủy đạo Hống Môn", lối ra phía nam có các đảo Hổ Tỉnh, Thũng Bàn, Tứ Giác, Kê Lung che chắn, tạo thành một vùng trú ẩn tự nhiên an toàn.
Tổng diện tích của đảo Tây là 18,7148 km2, thôn Hoành Tiêu ở hương Tây Dữ và thôn Thông Lương ở hương Bạch Sa được nối với nhau bằng cây cầu vượt biển Bành Hồ.
Động Kình Ngư Tiểu Môn nằm trên bờ biển phía tây bắc của đảo Tiểu Môn, là một hang động bị biển xâm thực có hình dạng giống như đầu cá voi.
Núi Ngưu Tâm là một trong tám danh lam thắng cảnh cổ xưa ở Bành Hồ. Tên gọi bắt nguồn từ việc nó nhìn xa trông giống tim của con bò. Ban đầu nó là một địa hình núi vuông bazan tách biệt khỏi đảo Tây, sau đó được kết nối với đất liền thông qua bồi tích của biển, tạo thành một hòn đảo nối liền. Địa hình của núi Ngưu Tâm là hai lớp đá bazan với một lớp đá sa thạch và một lớp đá phiến sét kẹp giữa chúng, với chiều cao trung bình khoảng vài chục mét.

## Hành chính
Hương Tây Dữ gồm có 11 thôn:
- Thôn Hoành Tiêu  (橫礁村, Héngjiāo Cūn)
- Thôn Hợp Giới (合界村, Héjiè Cūn)
- Thôn Trúc Loan (竹灣村, Zhúwān Cūn)

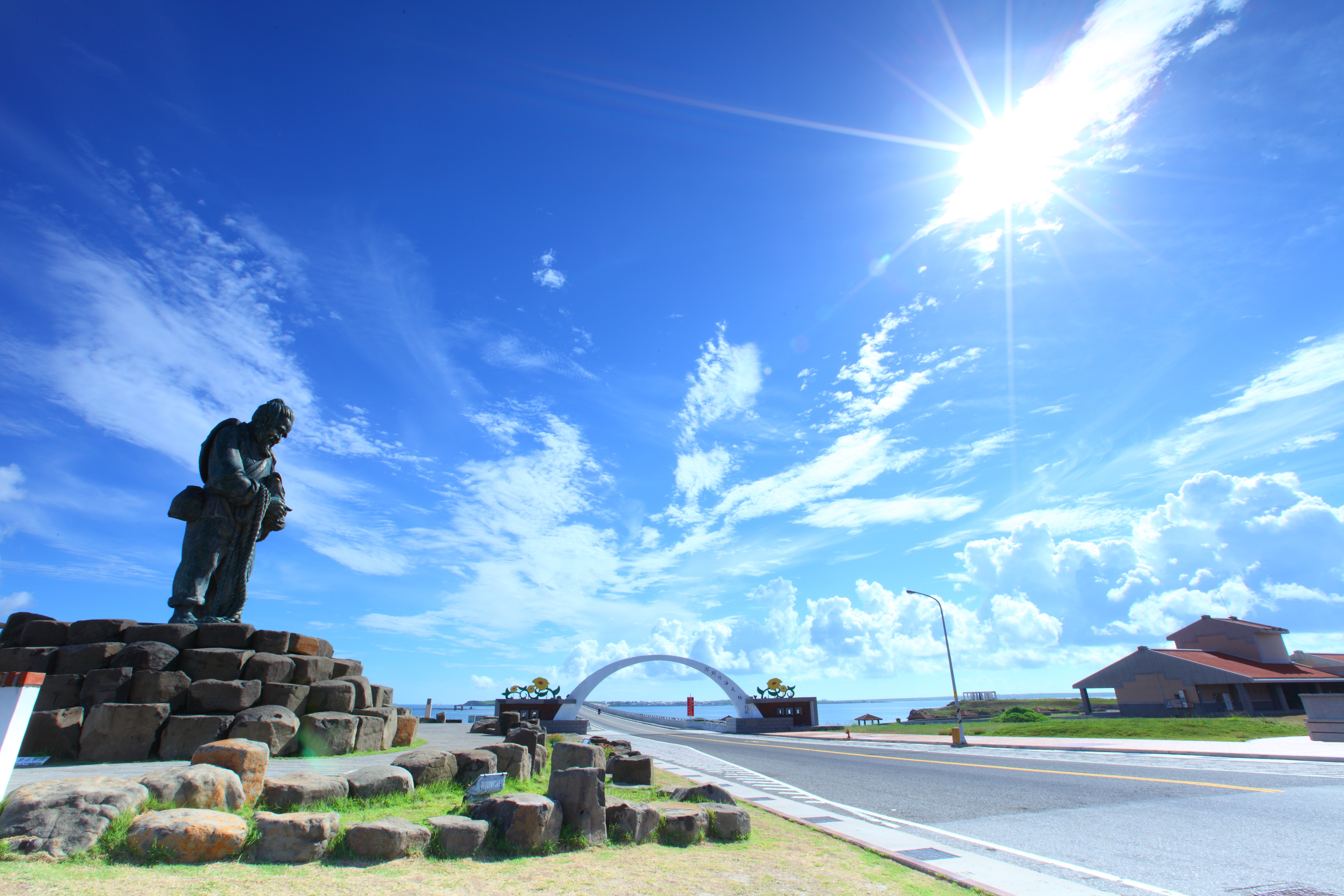
Cầu vượt biển Bành Hồ nối đảo Tây và đảo Bạch Sa

- Thôn Tiểu Môn (小門村, Xiǎomén Cūn) trên đảo Tiểu Môn
- Thôn Đại Trì (大池村, Dàchí Cūn)
- Thôn Nhị Khám (二崁村, Èrkàn Cūn)
- Thôn Trì Đông (池東村, Chídōng Cūn)
- Thôn Trì Tây (池西村, Chíxī Cūn)
- Thôn Xích Mã (赤馬村, Chìmǎ Cūn)
- Thôn Nội Am (內垵村, Nèiǎn Cūn)
- Thôn Ngoại Am (外垵村, Wàiǎn Cūn)

## Nhân khẩu
Theo thống kê của phòng dân chính Bành Hồ, đến cuối năm 2022 hương Tây Dữ có khoảng 3,1 nghìn hộ, dân số khoảng 8,3 nghìn người. Các thôn có dân số đông nhất và thấp nhất lần lượt là 2.379 người và 147 người, trong đó thôn Ngoại Am là thôn đông dân nhất huyện Bành Hồ, đứng thứ 10  trong các đơn vị cấp thôn của Bành Hồ.

## Giáo dục
- Trung học Quốc dân Tây Dữ (澎湖縣立西嶼國民中學)
- Tiểu học Quốc dân Ngoại Am hương Tây Dữ (澎湖縣西嶼鄉外垵國民小學)
- Tiểu học Quốc dân Đại Trì hương Tây Dữ (澎湖縣西嶼鄉大池國民小學)
- Tiểu học Quốc dân Nội An hương Tây Dữ (澎湖縣西嶼鄉內垵國民小學)
- Tiểu học Quốc dân Trì Đông hương Tây Dữ (澎湖縣西嶼鄉池東國民小學)
- Tiểu học Quốc dân Hợp Hoành hương Tây Dữ ( 澎湖縣西嶼鄉合橫國民小學)
- Tiểu học Quốc dân Trúc Loan hương Tây Dữ (澎湖縣西嶼鄉竹灣國民小學)